# Owo
Errore Lua in Modulo:Conversione alla linea 59: unità di misura incompatibili: length e area.
Owo è una città e local government area della Nigeria, situata nello Stato di Ondo.

## Storia
Il 5 giugno 2022 nella chiesa di San Francesco Saverio di Owo un attentato compiuto anche con esplosivi durante la Messa di Pentecoste ha provocato la morte di decine di fedeli e il ferimento di numerosi altri.